# WTA Elite Trophy
El WTA Elite Trophy es un torneo de tenis femenino de individuales y dobles. En la WTA Tour 2015 el torneo sustituyó al WTA Tournament of Champions, que se había disputado durante los últimos seis años. El torneo está dotado con 2,15 millones de dólares en premios (durante los primeros cinco años, hasta 2019). El cuadro de individuales está formado por las 12 jugadoras clasificadas entre los puestos 9.º y 19.º del ranking más una por invitación (tarjeta de invitación o wildcard). Las jugadoras se reparten en cuatro grupos de tres, con las ganadoras de cada grupo pasando a las semifinales y posteriormente a la final. El cuadro de dobles lo configuran seis equipos repartidos en dos grupos, con las ganadoras de cada grupo disputando la final.

## Resultados históricos

### Individual
| Lugar  | Año  | Campeona            | Finalista         | Resultado       |
| ------ | ---- | ------------------- | ----------------- | --------------- |
| Zhuhai | 2015 | Venus Williams      | Karolína Plíšková | 7-5, 7-6(6)     |
| Zhuhai | 2016 | Petra Kvitová       | Elina Svitólina   | 6-4, 6-2        |
| Zhuhai | 2017 | Julia Goerges       | Coco Vandeweghe   | 7-5, 6-1        |
| Zhuhai | 2018 | Ashleigh Barty      | Qiang Wang        | 6-3, 6-4        |
| Zhuhai | 2019 | Aryna Sabalenka     | Kiki Bertens      | 6-4, 6-2        |
| Zhuhai | 2020 | No celebrado        | No celebrado      | No celebrado    |
| Zhuhai | 2021 | No celebrado        | No celebrado      | No celebrado    |
| Zhuhai | 2022 | No celebrado        | No celebrado      | No celebrado    |
| Zhuhai | 2023 | Beatriz Haddad Maia | Qinwen Zheng      | 7-6(11), 7-6(4) |

### Dobles
| Lugar  | Año  | Campeonas                                | Finalistas                    | Resultado        |
| ------ | ---- | ---------------------------------------- | ----------------------------- | ---------------- |
| Zhuhai | 2015 | Chen Liang Yafan Wang                    | Anabel Medina Arantxa Parra   | 6-4, 6-3         |
| Zhuhai | 2016 | İpek Soylu Xu Yifan                      | Zhaoxuan Yang Xiaodi You      | 6-4, 3-6, [10-7] |
| Zhuhai | 2017 | Yingying Duan Xinyun Han                 | Lu Jingjing Shuai Zhang       | 6-2, 6-1         |
| Zhuhai | 2018 | Lyudmyla Kichenok Nadiia Kichenok        | Shuko Aoyama Lidziya Marozava | 6-4, 3-6, [10-7] |
| Zhuhai | 2019 | Lyudmyla Kichenok Andreja Klepač         | Yingying Duan Zhaoxuan Yang   | 6-3, 6-3         |
| Zhuhai | 2020 | No celebrado                             | No celebrado                  | No celebrado     |
| Zhuhai | 2021 | No celebrado                             | No celebrado                  | No celebrado     |
| Zhuhai | 2022 | No celebrado                             | No celebrado                  | No celebrado     |
| Zhuhai | 2023 | Beatriz Haddad Maia Veronika Kudermetova | Miyu Kato Aldila Sutjiadi     | 6-3, 6-3         |